# Grupo Folha
O Grupo Folha, oficialmente Empresa Folha da Manhã, é um conglomerado de mídia de diversas empresas, atuando em setores como financeiro  e comunicação, fundado pelo empresário Octavio Frias de Oliveira (1912-2007) e comandado por seu filho Luiz Frias desde 1992.
O grupo publica, tradicionalmente, o jornal de maior circulação do país, a Folha de S.Paulo, que de 1986 a 2020 manteve a liderança entre os diários nacionais de interesse geral. Nos anos de 2021 e 2022, o jornal O Globo tomou o posto de jornal de maior circulação do país. Na última década, o grupo quase triplicou seu faturamento, chegando a R$ 2,7 bilhões em 2010, com previsão de atingir os R$ 4 bilhões em 2016. O lucro antes de descontados juros, impostos, depreciação e amortizações (EBITDA) atingiu R$ 600 milhões em 2010.
Atualmente, o negócio mais rentável do grupo é a PagSeguro, que lucro mais de um bilhão de reais em 2019. A subsidiária cuida da captura, transmissão e liquidação financeira de transações com cartões de crédito e débito como meio de pagamento eletrônico e instituição bancária tanto no meio físico (com suas máquinas sem aluguel), quanto no meio eletrônico (com suas soluções de pagamento on-line).

## Jornais
Além da Folha, o grupo publica o jornal Agora São Paulo.
Entre maio de 2000 e setembro de 2016, teve participação de 50% no Valor Econômico, em parceria com o Grupo Globo. Em setembro de 2016, o Grupo Globo comprou a última fatia do Valor Econômico e passou a ser o único dono do jornal.

## Distribuição e impressão
Nos setores de distribuição e impressão, o Grupo Folha conta com as unidades de negócio Transfolha e Folhagráfica. Também possui participação acionária nas empresas Plural Editora e Gráfica e SPDL. A Plural é resultado de uma joint-venture com a norte-americana Quad/Graphics e com controle do Grupo Folha.
A SPDL é uma parceria entre os grupos Folha (50%) e Estado (50%) e distribui os jornais das duas empresas. Também fazem parte do Grupo Folha o Datafolha, um dos principais institutos de pesquisa do país; a editora Publifolha; o selo Três Estrelas, lançada em 2012 para publicar livros nas áreas de humanidades, e a agência de notícias Folhapress.

## Internet

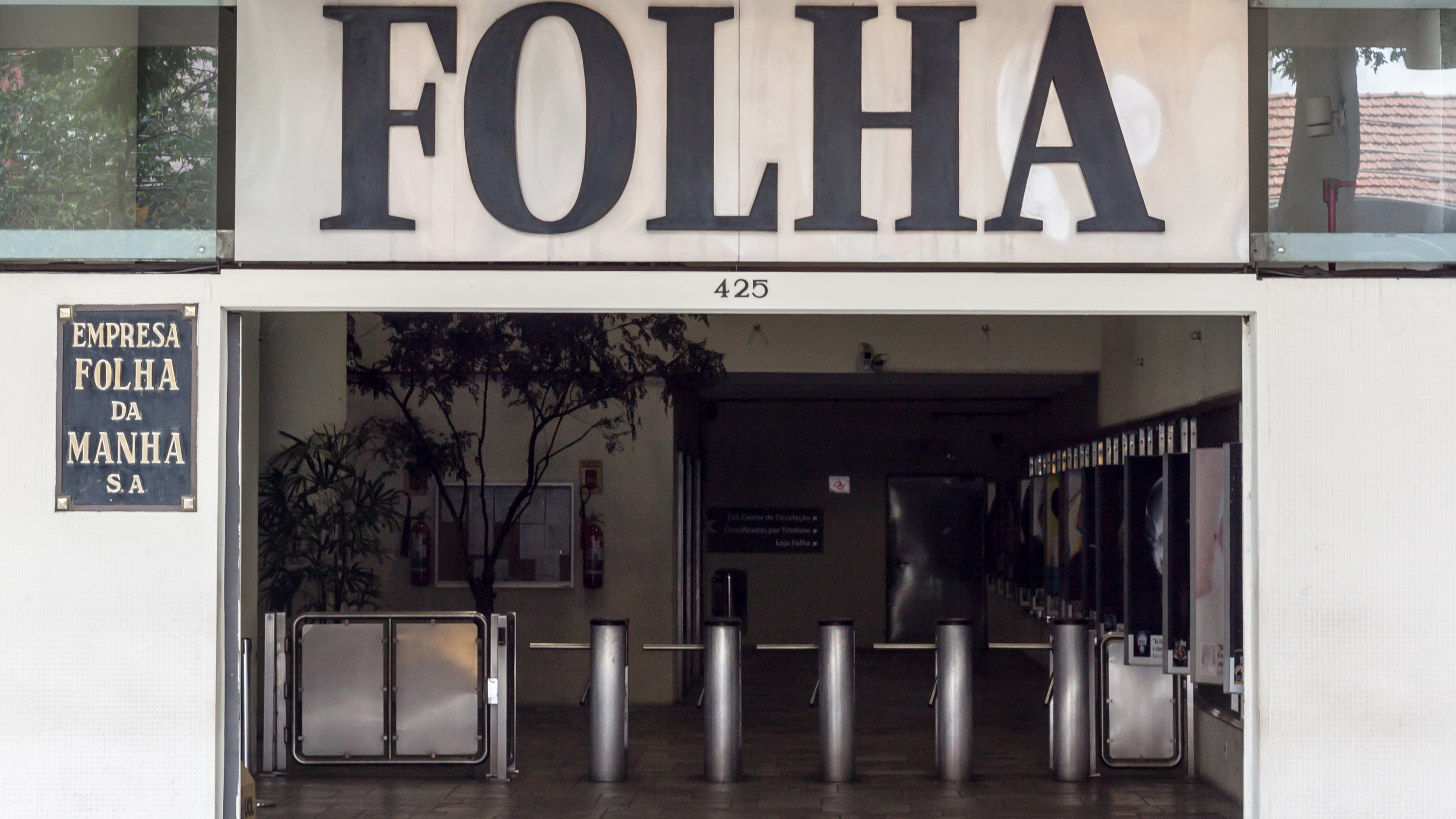
Entrada principal

### 1995
- A Folha lança o primeiro jornal em tempo real do país, o FolhaWeb.[12]

### 1996
- Lançado em abril, o UOL, provedor de acesso à Internet e conteúdo.[13]

### 1999
- O FolhaWeb passa a se chamar Folha Online.[12]

### 2010
- Em dezembro, o UOL concluiu a compra da Diveo Broadband Networks.[14]
- O grupo começou a produzir e distribuir o conteúdo jornalístico em formato compatível com dispositivos móveis.[12]

### 2012
- O jornal adota o paywall.